# Leipziger Weltchronik
Bei der sogenannten Leipziger Weltchronik handelt es sich vermeintlich um die Reste einer bisher  unbekannten Weltchronik in Form von Papyrusfragmenten.
Sie ist in griechischer Sprache verfasst und besteht aus insgesamt fünf Teilen (Papyri Lips. 590, 1228, 1229, 1231, 1232), die in die erste Hälfte des zweiten Jahrhunderts n. Chr. datieren, einst ein Teil einer einzigen Papyrusrolle waren und sich heute alle in der Papyrus- und Ostrakasammlung der Universitätsbibliothek Leipzig befinden.
Diese Fragmente sind 1913 von der Sammlung angekauft, aber erst 2010 veröffentlicht worden.
A. Weiß vertrat die These, die Chronik sei von einem Christen verfasst worden. Weltchroniken seien sonst nur von christlichen Autoren bekannt, wie etwa das bekannte (nur fragmentarisch erhaltene) Werk des Sextus Iulius Africanus im frühen 3. Jahrhundert. Allerdings schrieb anscheinend vor diesem bereits ein anderer christlicher Chronist namens Judas, so dass der Beginn der christlichen Chronistik bereits vor Africanus vermutet werden kann.
Diese These ist von Richard Burgess scharf kritisiert worden. Nach Untersuchung der veröffentlichten Papyri stellte Burgess fest, das Werk habe soweit keinen christlichen Inhalt, sein Stil sei nicht eindeutig jenes einer Chronik und Weiß’ Behauptung, Chroniken wären ursprünglich meistens nur von Christen verfasst worden, sei im empirisch-geschichtlichen Zusammenhang nicht korrekt. Aufgrund dessen schlägt Burgess vor, statt Chronik die Gattungsbezeichnung Chronograph für die Leipziger Papyri zu benutzen.

## Inhalt
Auf den Fragmenten sind folgenden Ereignisse erhalten:
- Kolumne I: Die Gründungsmythologie des böotischen Thebens (P. Lips. Inv. 1229).

geraubt aber Europa aus Phö[nizien,] (Tochter) des Agenor und der Anchr[o]e (?). ... und (sie) wohnten in ... [n]ach weiteren 40[+x] Jahren.[...] grün[de]te (NN) Theben [...]
- Kolumne II: Stark zerstört, doch werden Hesiod und die Ionier genannt, daneben erscheint eine Datierung in das Jahr 772 v. Chr. (P. Lips. Inv. 1232 + P. Lips. Inv. 1231, Kol. I)
- Kolumne III: Es werden babylonische Könige und die Pythischen Spiele genannt, es folgt eine Liste ägyptischer Könige (P. Lips. Inv. 1231, Kol. II + P. Lips. Inv. 590, Kol. I + P. Lips. Inv. 1228, Kol. II)

Smende[s ...],
[...]mompsames: 51 Jahre [...]
[..., x Jahre], Amenophris: [x] Jahre [...]
Ous[e]rthos: 11 Jahre,
Psossam[m]eos: [x Jahre],
S[...]ites: 1 Jahr, Ouse[r]tho[s]: [x Jahre(?)],
ein weiterer S[...]tes [: x Jahre ...].
[...]os:35[x Jahre. ..]
sein Sohn: 75 (?) Jahre,
Ous[er]th[os]: 24 Jahre.
Se[s]yngcheis: 14 Jahre.
So[k]ophtheis: 3 Jahre. Amendesis: 11 Jahre.
Sesongchis: 41 <Jahre>.
Ousorthos: 40[+x] Jahre.
- Kolumne IV: Fortsetzung der ägyptischen Königsliste (P.Lips. Inv. 590, Kol. II)

Medes 48 Jahre,
Psonsame[s] [x+]1 Jahre,
Amoses 14 Jahre,
Amenophis 9 Jahre,
Ouertho[...] 20 (Jahre?)
Ou[e]rtho[s ...] [x] Jahre,
Sesyngch[eis x Jah]re,
Syphois [x Jahr]e,
Zmendas [x Jah]re,
Ouserthos [x Jah]re,
Psonsame[s] [x Jah]re